# 国語読本
国語読本（こくごとくほん）とは、戦前の日本において、文部省が編集した尋常小学校、高等小学校および国民学校の国語の国定教科書である。時代に合わせて改訂された。当時の全国の小学生が同じ教科書を使った。

## 尋常小学校（初等科）用　各期の特徴
尋常小学校（国民学校初等科）の国語読本は6期に分けられる。すべて12分冊。現在の国語教科書とは違い、全編書下ろしであった。改訂されると一部の教材を除いて、内容が全部変わった。

### 第4期『小学国語読本(尋常科用)』（サクラ読本）
- 低学年用の教科書がカラー印刷となる。
- 文部省活字（現在でいう教科書体）が初めて使われる。
- 稲むらの火
- 清水トンネル

### 第5期『ヨミカタ（よみかた）』及び『初等科国語』（アサヒ読本）
- 国民学校への制度改正。

## 高等小学校用
高等小学校用の国語読本は明治から昭和まで題名は『高等小学読本』で何回か改訂はあるものの尋常小学校用ほど内容は変わらなかった。ただし女子用や農村用など一般用と少し内容の違う教科書も存在した。1年から3年（高等小学校は通常2年が修業年限だが3年にすることもできた）まで6分冊だった。
国民学校高等科への移行に伴い、1944年（昭和19年）から内容を全面的に改めた『高等科国語』が発行されたが終戦のため『高等科国語 三』（2年生前半）までしか発行されなかった。